# Brandlengdorf

Brandlengdorf, Ortsdurchfahrt von Süden

Brandlengdorf ist ein Gemeindeteil der Gemeinde Lengdorf im Landkreis Erding in Oberbayern.

## Geografie
Das Dorf grenzt direkt nördlich an Lengdorf; es liegt zwischen dem Isen- und Geislbachtal.

## Geschichte
Der Ort wurde als Brandrodungs-Siedlungsort im Jahr 1267 erstmals erwähnt. Das damals Prantlengendorf geschriebene Dorf war im Besitz des preysingischen Schlossherrschaft Kopfsburg.
Ende des 17. Jahrhunderts kam es mit dieser in den Besitz des Hochstifts Freising. In Folge der Säkularisation wurde es 1818 in der Gemeinde Lengdorf einverleibt. Im Jahr 1817 besaß der Ort bei 12 Wohnhäusern 68 Bewohner und im Jahr 1880 bei 14 Wohnhäusern 79 Bewohner.

## Verkehr
Der Bahnhof Thann-Matzbach liegt 600 Meter nordwestlich. Die Bundesautobahn 94 verläuft in zwei Kilometer Entfernung südlich.